# Macrocarpaea ostentans
Macrocarpaea ostentans är en gentianaväxtart som beskrevs av Jason Randall Grant. Macrocarpaea ostentans ingår i släktet Macrocarpaea och familjen gentianaväxter. Inga underarter finns listade i Catalogue of Life.